# Teodor Baltazar Stachowicz

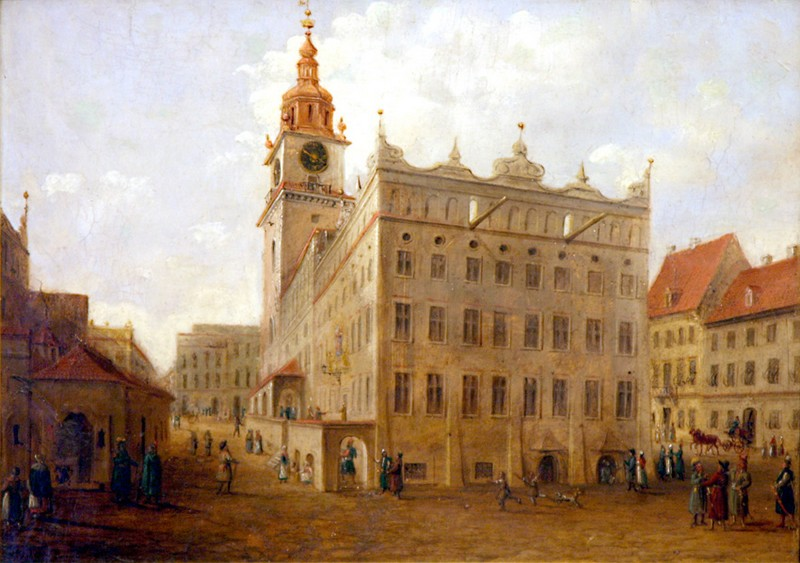
Widok ratusza od strony północnej 1840

Teodor Baltazar Stachowicz (ur. 6 stycznia 1800 w Krakowie, zm. 10 lipca 1873 tamże) – malarz.

## Życiorys
Był synem malarza Michała Stachowicza, wnukiem Stanisława Stachowicza krakowskiego drukarza i księgarza. Początkowo malarstwo studiował pod kierunkiem ojca, w 1820 podjął studia w krakowskiej Szkole Sztuk Pięknych, ukończył je w 1825, dzięki zapisowi testamentowemu Sebastiana Sierakowskiego, który na jego kształcenie w 1824 pozostawił sumę 1 tysiąca złotych. W latach 1837–1855 był nauczycielem rysunku w Szkole SS Prezentek. Od 1829 był członkiem, a później radcą Arcybractwa Miłosierdzia. W 1839 objął funkcję przewodniczącego Wydziału Spisów w Towarzystwie Dobroczynności.
Dwukrotnie żonaty w 1827 ożenił się z Antoniną Winarską, a w 1829 ożenił się ponownie z Amelią Waniek z którą miał syna Wilhelma Józefa (1830-1895) urzędnika sądowego w Rzeszowie.
Zmarł w Krakowie, pochowany został w grobowcu rodzinnym na cmentarzu Rakowickim.

## Twórczość malarska
Jego obraz "Wizja świętej Katarzyny Sieneńskiej" znajduje się w kaplicy Zbaraskich w kościele Dominikanów Krakowie. Dla Dominikanów wykonał także polichromię w kopule kaplicy Matki Boskiej Różańcowej w 1825.
W kościele św. Marka znajduje się obraz Apoteoza św. Doroty 
W klasztorze Karmelitów Bosych przechowywany jest obraz  Św Jana od Krzyża z 1860.
W Sandomierzu w klasztorze Reformatów jest obraz Serce Jezusa.
Na swoich obrazach, których wiele znajduje się zbiorach Muzeum Historycznego miasta Krakowa malował krakowskie kościoły po Wielkim Pożarze w lipcu 1850.
Malował widoki Krakowa, kościoły krakowskie, mury obronne Krakowa. Wykonywał portrety, miniatury w alabastrze i kości słoniowej. Dokumentował wydarzenia współczesne w 1847 namalował obraz Pociąg w drodze z Krakowa do Mysłowic
Pozostawił Sztambuch z 24 widokami Krakowa, Ojcowa i Pieskowej Skały przechowywany obecnie w  Muzeum Okręgowym w Rzeszowie